# Ото Адо
Ото Адо (рођен 9. јуна 1975. у Хамбургу) бивши је немачко-гански фудбалер који је тренутно помоћни тренер немачке Борусије Дортмунд.
За репрезентацију Гане је одиграо 15 утакмица и постигао 2 гола.

## Каријера
Адо је почео каријеру са 6 година у локалном тиму (Hummelsbütteler SV). 1991. се пребацио у Хамбургерову Б екипу. После само једне године је отишао у Bramfelder SV а одатле у VfL Hamburg 93. 1996. је постао професионалац у другој бундеслиги и прешао у Хановер 96, где је постигао 7 голова у 30 утакмица. 1999. је прешао у прву бундеслигу у Борусију Дортмунд. До 2005. је играо 75 пута и постигао 11 голова. На почетку сезоне 2005/2006, је прешао у Мајнц 05. 2007. се вратио у Хамбург.

## Успеси
Борусија Дортмунд
- Бундеслига: 2001/02.
- Куп УЕФА: финалиста 2001/02.